# 全音符

全音符与全休止符

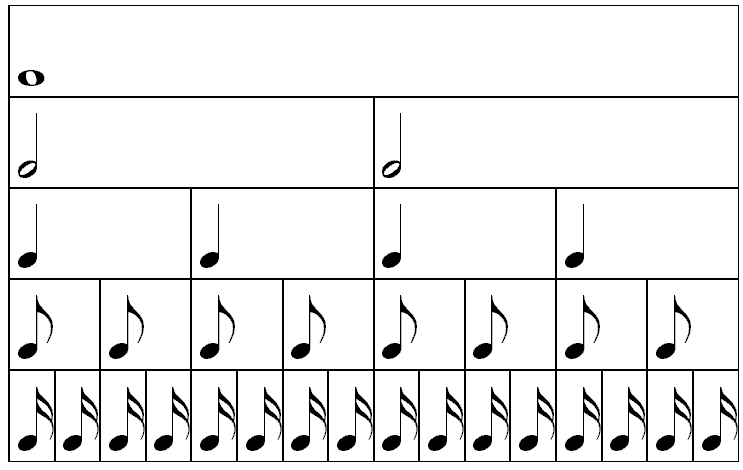
各音符的时值与全音符比较

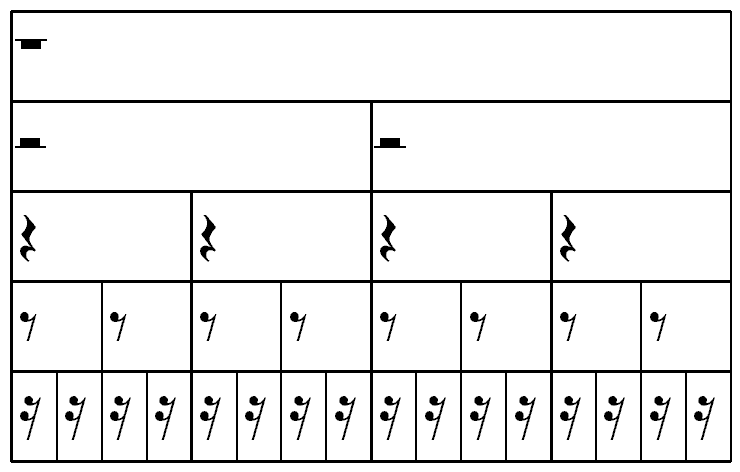
全休止符與其他休止符的时值比较

在音乐记谱中，全音符是一种音符时值，在13世紀後期已有使用。在五线谱记法中，全音符表示为一个空心的椭圆符头（如上图左边的记号）。全音符的音长是四分音符的4倍，即4/4拍中的4拍。类似的，乐谱中的“若干分”音符的音长都是全音符相应分之一：二分音符的音长是其二分之一，八分音符的音长是其八分之一，以此类推。
在一些自由拍子的樂曲，如安立甘式聖詠，全音符及全休止符也可指一個完整小節的時值。

## 全休止符
全休止符是乐谱中指示不进行演奏的休止符。通常表示为一个实心的长方形记号，“挂”在从上数起的第二条谱线（即第四线）上（如上图右边的记号）。
在記譜中，全休止符可以用來指示一個完整小節的休止，而不論這個小節是否是四拍的。比如說，一個3/4拍的小節中只標記一個全休止符，就表示這個三拍的小節完全休止，休止時值為三個四分音符（不是四個）。而在一個小節中的時值比全音符長時，例如一個5/4拍的小節中有一個全休止符和一個四分音符，則全休止符仍代表休止四拍。
在五线谱中，全休止符通常画在第四线下方，除非是受到該小節其他聲部的阻礙而需移到其他的線之下；如果是完整小節的休止則在小節置中，如果指休止的全音符則在該音符應在的拍子上。